# Skvrnitost ryb
Skvrnitost ryb je souhrnné označení pro několik bakteriálních onemocnění způsobovaných bakteriemi ze skupiny Pseudomonas punctata. Napadá široké spektrum druhů sladkovodních ryb včetně kaprovitých, lososovitých, štik a úhořů. Objevuje se především v jarním a letním období.
Tato onemocnění se projevují vznikem kožních zánětů, které přecházejí až ve vředy, v oblasti pod hřbetní ploutví a na ocase. Jako prevence před rozšířením tohoto onemocnění se doporučuje nemocné kusy odstraňovat a likvidovat.